# 충주댐

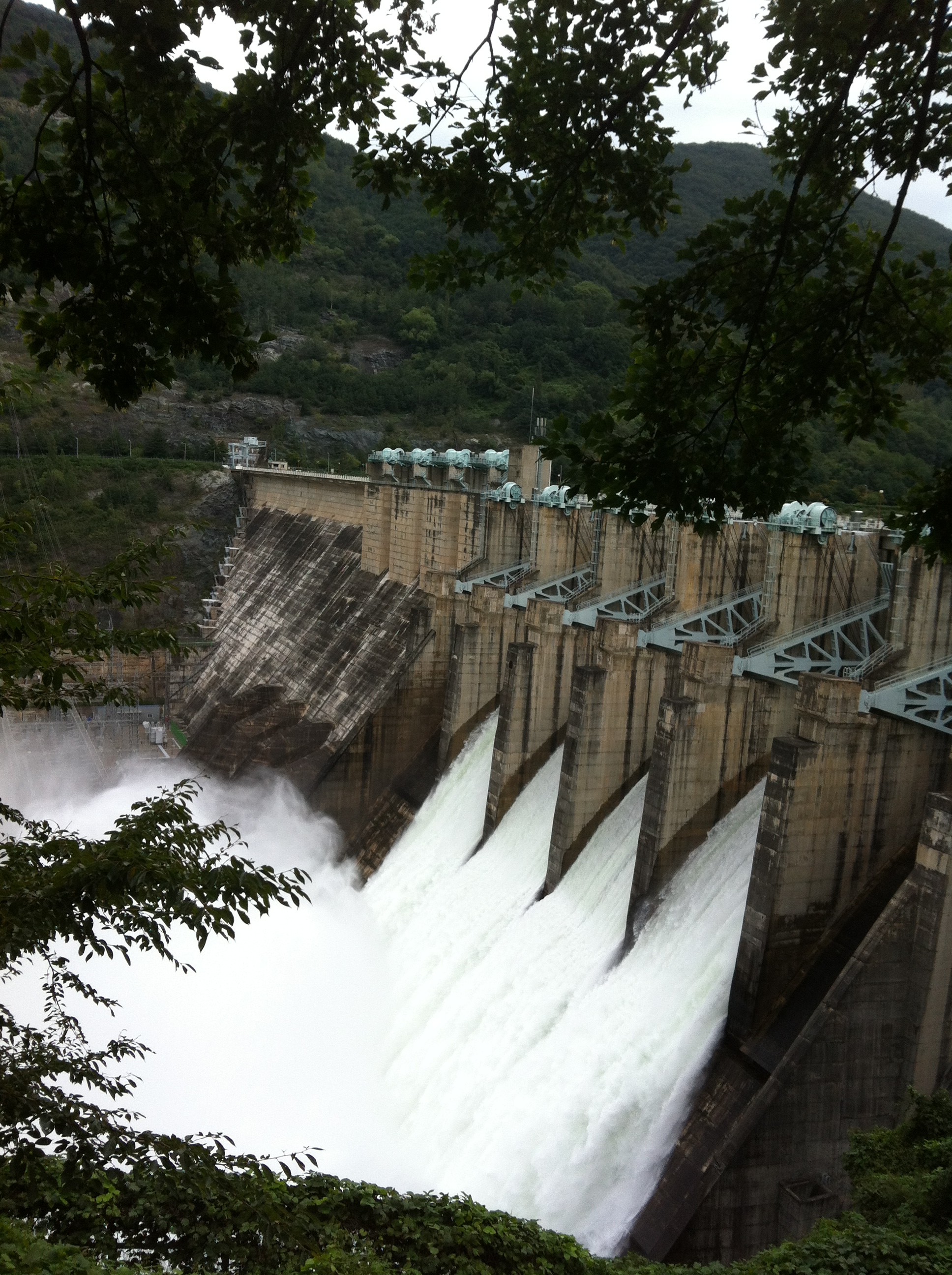
방류중인 충주댐

충주댐(忠州dam) 또는 충주다목적댐(忠州多目的dam)은 4대강 유역 종합개발계획의 일환으로 한반도의 중심부를 꿰뚫는 충주시 동북방 남한강 수계에 건설된 대한민국 최대의 콘크리트 중력식 댐이다. 이 댐은 높이 97.5m, 길이 447m, 체적 90만 2,000m3, 저수용량 27억 5,000만m3으로 41만 2,000kW에 이르는 발전시설 용량을 가지며, 6억 1,600만m3의 홍수조절 능력을 갖추고 있다. 남한강 유역의 수자원을 개발하여 홍수피해를 경감, 첨두발전, 하류지역에 각종 용수를 공급할 목적으로 건설되었다.

## 개요
- 하천명: 남한강
- 위치

좌안: 충청북도 충주시 종민동
우안: 충청북도 충주시 동량면 조동리
- 유역면적: 6,648 km2
- 총사업비: 5,551억원
- 연평균 강우량: 1,198mm
- 연평균 유입량: 4,888백만m3
- 사업 기간: 1978년 6월 ~ 1985년 10월

### 본댐
- 형식 : 콘크리트 중력식
- 높이 : 97.5m
- 길이 : 447m
- 체적 : 902,000m3

### 저수지
- 총저수용량 : 2,750×106 m3
- 홍수기 제한수위 : EL. 138m
- 상시만수위 : EL. 141m
- 계획홍수위 : EL. 145m
- 발전시설용량 : 100,000 kW×4 Units
- 여수로수문 : 17.9m(H)×15.5m(W)×6 Sets

### 조정지댐
- 조정지용량 : 30×106m3
- 발전시설용량 : 6,000 kW×2 Units
- 여수로수문 : 19.5m(H)×16.4m(W)×4 Sets

본댐 하류 약 19 km 지점에 건설된 조정지댐은 첨두 발전으로 발생되는 방류량 변화를 24시간 계속 균일하게 유하시킴으로써 하류지역의 용수공급을 원활하게 하며, 6,000kW의 수차발전기 2대로 연간 7,950만kWh의 전력을 생산한다.

## 연혁
- 1966 ~ 1977 : 한강유역 종합조사 및 타당성 조사
- 1978.06.03 : 댐진입도로 공사착공
- 1980.01.10 : 본댐 공사착공
- 1981.10.07 : 가배수로 유수전환
- 1982.09.03 : 조정지댐 공사착공
- 1984.11.01 : 담수
- 1985.06.14 : 상업발전
- 1985.10.17 : 준공

## 사업효과
- 홍수조절효과 : 충주댐의 홍수조절용량은 616×106m3이다. 홍수기에 본댐에 유입되는 6억m3의 물을 저류시킴으로써 한강인도교의 수위를 약 1m 저하시켜 홍수피해를 줄인다.
- 연간용수 : 3,380×106m3의 용수를 수도권지역에 공급한다.
- 연간발전량 : 844×106kWh으로써 약 30만 가구가 1년동안 사용할 수 있는 전력량을 생산한다.
- 기타 효과 : 충주댐 저수지를 활용해 월악산 국립공원 및 단양팔경 연계 종합 관광권을 형성한다.

### 충주댐석면
2015년 충주댐 인근의 돌로마이트에서 석면 광맥이 무더기로 산출되어 식수원인 남한강에 대한 우려가 제기되었다. 충주댐 일대의 지질은 옥천 누층군 계명산층, 향산리 돌로마이트질 석회암층, 대향산 규암층, 문주리층과 이를 관입한 백악기 흑운모 화강암 등이 분포한다. 석면을 함유한 돌로마이트는 이를 관입한 화강암의 열수 변질작용을 받아 방해석, 투각섬석, 양기석, 투휘석, 활석, 석영 등의 광물이 있는 돌로마이트질 석회암이 형성되었다. 석면은 주로 각섬석계 석면이며 층리면을 따라 수 밀리미터~센티미터 단위로 산출된다. 돌로마이트가 석면 광물로 변성 받으려면 다수의 석영과 규질 유입이 필요한 바, 이상희(2017)는 향산리 돌로마이트질 석회암층 자체가 석영을 포함하고 화강암 관입 시 마그마내부의 규질 성분이 있고 향산리 돌로마이트질 석회암층 위의 대향산 규암층에서도 규질 성분의 유입이 가능해 [[활석] 및 석면 성분이 많은 것으로 판단했다.

## 사진

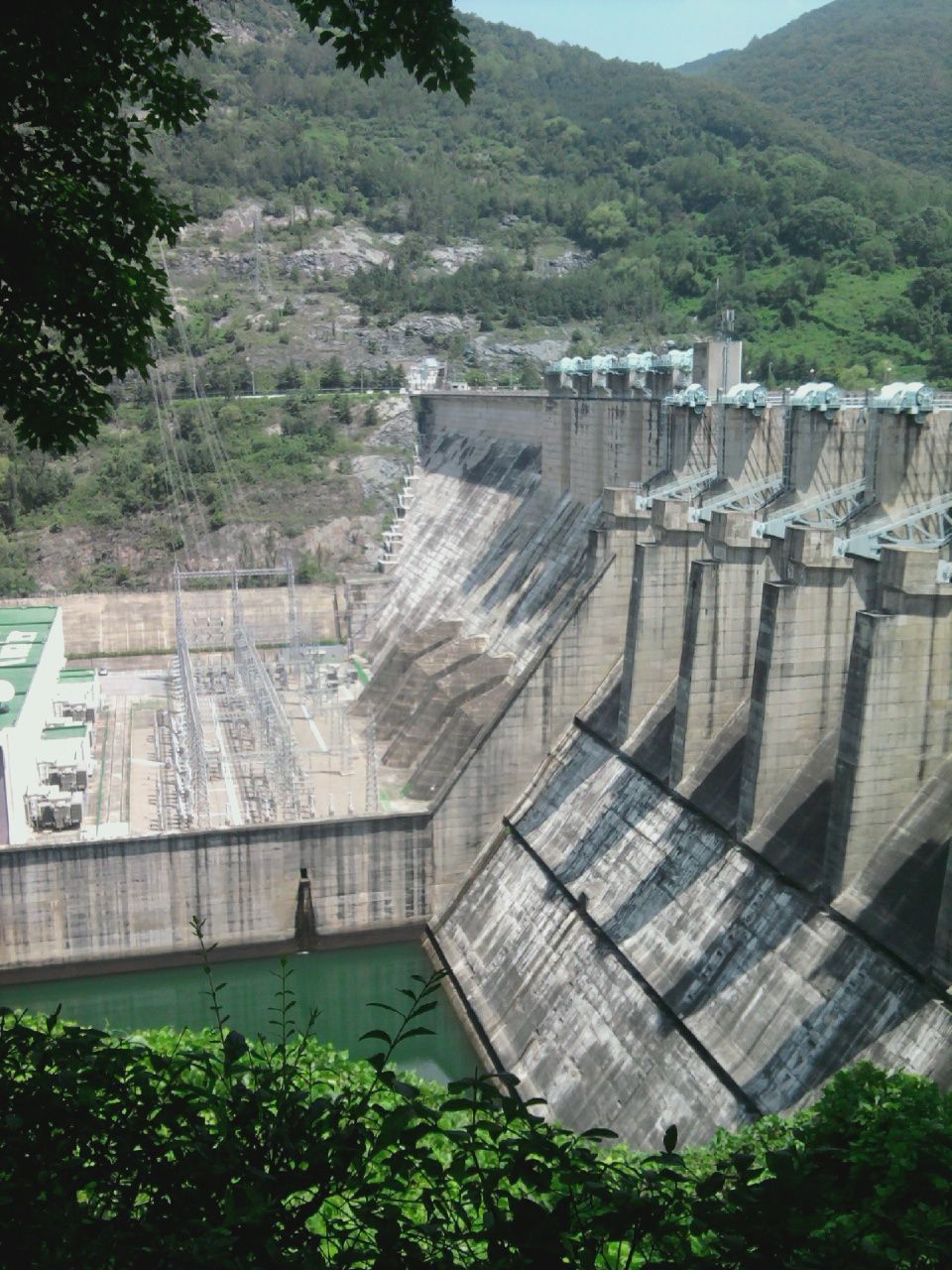
충주댐과 발전소(화면 왼쪽에 발전소, 송전선 등이 보임. 2014-08-11 촬영)
충주댐 뒷면(2014-08-11 촬영)

## 같이 보기
- 충주호
- 충주조정지댐
- 청풍호 : 제천시 주장 호수 명칭
- 단양호 : 단양시 주장 호수 명칭

## 참고 문헌
- 충주댐 물 문화관 홍보자료(한국수자원공사), 2014-08-11 확인
- 충주댐 기본 정보(물 문화관에서 캡쳐)